# الدوري البلجيكي الدرجة الأولى 2010–11
موسم 2010–11 من الدوري البلجيكي الدرجة الأولى هو الموسم الثامن بعد المئة من أعلى بطولة دوري بلجيكية. انتهى بفوز كونينكليجك ريسينغ كلوب جينك باللقب للمرة الثالثة في تاريخه.

## جدول الترتيب
تتأهل الفرق الستة الأولى إلى دورة لتحديد البطل والمتأهلان إلى دوري أبطال أوروبا 2011–12، أما الثمان فرق التالية فتنتقل إلى دورة لتحديد التأهل إلى الدوري الأوروبي 2011–12، الفريقان صاحبا المركزين الأخيرين ينتقلان إلى جولة هبوط/ترقّي.
| الترتيب | الفريق                             | ل  | ف  | ت  | خ  | له | عليه | ن  | +/- | ملاحظات                                                           |
| ------- | ---------------------------------- | -- | -- | -- | -- | -- | ---- | -- | --- | ----------------------------------------------------------------- |
| 1       | رويال سبورت كلوب أندرلخت           | 30 | 19 | 8  | 3  | 58 | 20   | 65 | +38 | انتقال إلى دورة تحديد البطل والتأهل إلى دوري أبطال أوروبا 2011–12 |
| 2       | كونينكليجك ريسينغ كلوب جينك        | 30 | 19 | 7  | 4  | 64 | 27   | 64 | +37 | انتقال إلى دورة تحديد البطل والتأهل إلى دوري أبطال أوروبا 2011–12 |
| 3       | كيه إيه إيه غينت                   | 30 | 17 | 6  | 7  | 59 | 42   | 57 | +17 | انتقال إلى دورة تحديد البطل والتأهل إلى دوري أبطال أوروبا 2011–12 |
| 4       | كلوب بروج كيه في                   | 30 | 16 | 5  | 9  | 60 | 35   | 53 | +25 | انتقال إلى دورة تحديد البطل والتأهل إلى دوري أبطال أوروبا 2011–12 |
| 5       | سبورت كلوب لوكييرين أو في          | 30 | 13 | 11 | 6  | 43 | 36   | 50 | +7  | انتقال إلى دورة تحديد البطل والتأهل إلى دوري أبطال أوروبا 2011–12 |
| 6       | رويال ستاندارد دي لييج             | 30 | 15 | 4  | 11 | 50 | 38   | 49 | +12 | انتقال إلى دورة تحديد البطل والتأهل إلى دوري أبطال أوروبا 2011–12 |
| 7       | يالو ريد كيه في ميخيلين            | 30 | 13 | 9  | 8  | 34 | 30   | 48 | +4  | انتقال إلى دورة تحديد التأهل إلى الدوري الأوروبي 2011–12          |
| 8       | كونينكليجك كلوب فيسترلو            | 30 | 11 | 8  | 11 | 41 | 40   | 41 | +1  | انتقال إلى دورة تحديد التأهل إلى الدوري الأوروبي 2011–12          |
| 9       | سيركل بروج كونينكليجك سبورتفرينغنغ | 30 | 11 | 6  | 13 | 33 | 34   | 39 | -1  | انتقال إلى دورة تحديد التأهل إلى الدوري الأوروبي 2011–12          |
| 10      | كيه في كورتريك                     | 30 | 11 | 5  | 14 | 36 | 39   | 38 | -3  | انتقال إلى دورة تحديد التأهل إلى الدوري الأوروبي 2011–12          |
| 11      | سبورتفرينغنغ زولته فاريجيم         | 30 | 7  | 12 | 11 | 39 | 41   | 33 | -2  | انتقال إلى دورة تحديد التأهل إلى الدوري الأوروبي 2011–12          |
| 12      | كونينكليجك سينت ترويدن في في       | 30 | 8  | 5  | 17 | 20 | 51   | 29 | -31 | انتقال إلى دورة تحديد التأهل إلى الدوري الأوروبي 2011–12          |
| 13      | جيرمينال بيرسخوت أنتويربن          | 30 | 5  | 11 | 14 | 24 | 40   | 26 | -16 | انتقال إلى دورة تحديد التأهل إلى الدوري الأوروبي 2011–12          |
| 14      | كونينكليجك ليرس سبورتكرينغ         | 30 | 4  | 12 | 14 | 26 | 58   | 24 | -32 | انتقال إلى دورة تحديد التأهل إلى الدوري الأوروبي 2011–12          |
| 15      | كونينكليجك إيه إس أوبين            | 30 | 5  | 8  | 17 | 28 | 50   | 23 | -22 | انتقال إلى دورة هبوط/ترقّي                                         |
| 16      | سبورتينغ دو باي دي شارلروا         | 30 | 4  | 7  | 19 | 20 | 54   | 19 | -34 | انتقال إلى دورة هبوط/ترقّي                                         |

## دورة تحديد البطل
يحسب لكل فريق نصف نقاطه في الدوري، ثم يجمع عليه ما يحصده في الدورة، المتصدر يفوز بالبطولة، وينتقل مع الوصيف إلى دوري أبطال أوروبا، أما الثالث فينتقل مباشرة إلى الدوري الأوروبي، وصاحب المركز الرابع ينتقل إلى جولة حاسمة لتحديد المتأهل الثاني إلى الدوري الأوروبي.
| الترتيب | الفريق                      | ل  | ف | ت | خ | له | عليه | ن  | +/- | ملاحظات                                                                     |
| ------- | --------------------------- | -- | - | - | - | -- | ---- | -- | --- | --------------------------------------------------------------------------- |
| 1       | كونينكليجك ريسينغ كلوب جينك | 10 | 6 | 1 | 3 | 16 | 12   | 51 | +4  | تأهل إلى دوري أبطال أوروبا 2011–12                                          |
| 2       | رويال ستاندارد دي لييج      | 10 | 8 | 2 | 0 | 18 | 6    | 51 | +12 | تأهل إلى دوري أبطال أوروبا 2011–12                                          |
| 3       | رويال سبورت كلوب أندرلخت    | 10 | 3 | 2 | 5 | 14 | 16   | 44 | -2  | تأهل إلى الدوري الأوروبي 2011–12                                            |
| 4       | كلوب بروج كيه في            | 10 | 4 | 4 | 2 | 13 | 6    | 43 | +7  | انتقال إلى الجولة النهائية في دورة تحديد التأهل إلى الدوري الأوروبي 2011–12 |
| 5       | كيه إيه إيه غينت            | 10 | 0 | 4 | 6 | 9  | 22   | 33 | -13 |                                                                             |
| 6       | سبورت كلوب لوكييرين أو في   | 10 | 1 | 3 | 6 | 9  | 17   | 31 | -8  |                                                                             |

## دورة تحديد التأهل إلى الدوري الأوروبي
تنقسم الفرق الثمانية إلى مجموعتين، بحيث يتأهل المتصدران إلى جولة قبل نهائية يلاقيان فيها بعضهما ليتأهل الفائز إلى الجولة النهائي المؤهلة إلى الدوري الأوروبي.
المجموعة أ
| الترتيب | الفريق                             | ل | ف | ت | خ | له | عليه | ن | +/- | ملاحظات                                                                         |
| ------- | ---------------------------------- | - | - | - | - | -- | ---- | - | --- | ------------------------------------------------------------------------------- |
| 1       | كونينكليجك كلوب فيسترلو            | 6 | 2 | 3 | 1 | 5  | 5    | 9 | 0   | انتقال إلى الجولة قبل النهائية في دورة تحديد التأهل إلى الدوري الأوروبي 2011–12 |
| 2       | يالو ريد كيه في ميخيلين            | 6 | 2 | 2 | 2 | 10 | 8    | 8 | +2  |                                                                                 |
| 3       | سيركل بروج كونينكليجك سبورتفرينغنغ | 6 | 2 | 2 | 2 | 9  | 10   | 8 | -1  |                                                                                 |
| 4       | سبورت كلوب لوكييرين أو في          | 6 | 1 | 3 | 2 | 6  | 7    | 6 | -1  |                                                                                 |

المجموعة ب
| الترتيب | الفريق                      | ل | ف | ت | خ | له | عليه | ن  | +/- | ملاحظات                                                                         |
| ------- | --------------------------- | - | - | - | - | -- | ---- | -- | --- | ------------------------------------------------------------------------------- |
| 1       | كونينكليجك ريسينغ كلوب جينك | 6 | 3 | 3 | 0 | 16 | 6    | 12 | +10 | انتقال إلى الجولة قبل النهائية في دورة تحديد التأهل إلى الدوري الأوروبي 2011–12 |
| 2       | رويال ستاندارد دي لييج      | 6 | 3 | 1 | 2 | 6  | 10   | 10 | -4  |                                                                                 |
| 3       | جيرمينال بيرسخوت أنتويربن   | 6 | 1 | 3 | 2 | 6  | 6    | 6  | 0   |                                                                                 |
| 4       | سبورتينغ دو باي دي شارلروا  | 6 | 0 | 3 | 3 | 2  | 8    | 3  | -6  |                                                                                 |

الجولة قبل النهائية
| كونينكليجك كلوب فيسترلو                   | 3 – 0 | سيركل بروج كونينكليجك سبورتفرينغنغ |
| ----------------------------------------- | ----- | ---------------------------------- |
| باولو هنريك 4'، 55' · إفاريستي نغولوك 64' | تقرير |                                    |

| سيركل بروج كونينكليجك سبورتفرينغنغ    | 2 – 2 | كونينكليجك كلوب فيسترلو          |
| ------------------------------------- | ----- | -------------------------------- |
| كريستوف دهيني 59' · أوليغ ياشتشوك 68' |       | دانيل تشافيز 33' · لينز أناب 90' |

فاز فيسترلو بنتيجة 5–2 في مجموع المباراتين.
الجولة النهائية
كان من المقرر أن يلعب كلوب بروج كيه في (رابع دورة تحديد البطل) وكونينكليجك كلوب فيسترلو (المتأهل من الجولة قبل النهائية في دورة تحديد التأهل إلى الدوري الأوروبي) لتحديد ثاني الفريقين المتأهلين إلى الدوري الأوروبي 2011–12، لكن قبل المباراة، كان الفريقان قد ضمنا التأهل للبطولات الأوروبية بعد أن صعد فيسترلو إلى نهائي الكأس ويقابل ستاندارد لييج الذي كان قد ضمن هو الآخر التأهل لدوري أبطال أوروبا 2011–12 بفضل ترتيبه في دورة تحديد البطل. وعليه، اتفق الفريقان على تخطي المباراة بغض النظر عن نتيجة نهائي الكأس.